# Bematistes leopoldina
Bematistes leopoldina är en fjärilsart som beskrevs av Aurivillius 1895. Bematistes leopoldina ingår i släktet Bematistes och familjen praktfjärilar. Inga underarter finns listade i Catalogue of Life.